# Ioana Em. Petrescu
Ioana Em. Petrescu (n. 28 decembrie 1941, Sibiu, România – d. 1 octombrie 1990, Cluj-Napoca, România) a fost critic și istoric literar, specializată în modernism și postmodernism, eseist, eminescolog, scriitor și profesor universitar român. 

## Biografie
Profesor universitar la Facultatea de Litere a Universității din Cluj. A fost fiica istoricului literar Dimitrie Popovici și soția criticului literar Liviu Petrescu, pe care îl cunoaște din perioada studenției. După absolvirea Facultății de Litere din Cluj, devine preparator și apoi asistent la Catedra de Literatură română. Își ia doctoratul la Cluj cu o teză despre Ion Budai Deleanu, coordonată de profesorul Iosif Pervain. Este autoarea a două studii esențiale despre opera lui Mihai Eminescu. Își însoțea mereu studenții la Iași, la Colocviul Național  Studențesc de critică „Mihail Eminescu” (ai cărui inițiatori  și prim organizatori, înainte ca el sa devină  o instituție în România, studenții, pe atunci, Tiberiu Mihail, București, și Ileana Fărcașiu, Cluj, i-au și avut sprijinul). Ultima ei carte, despre relația dintre postmodernism și poezia lui Ion Barbu, a fost editată postum. Prima imagine a omului Ioana Em. Petrescu a putut fi descoperită în epistolarul său american Molestarea fluturilor interzisă, carte apărută în 1998 într-o ediție îngrijită de Ioana Bot. Personalitatea ei a fost evocată de colegi în volumul Portret de grup cu Ioana Em. Petrescu.

## Opere publicate (selectiv)
- Eminescu. Modele cosmologice și viziune poetică, București, Editura Minerva, 1979, ed. a II- a, Pitești, Editura Paralela 45, Colecția „Deschideri”, Seria „Universitas”, 2000, 252 p., ed. a III-a, 2005
- Ion Budai Deleanu și eposul cosmic, Cluj, Editura Dacia, 1974, cartea reproduce teza sa de doctorat
- Configurații, Cluj, Editura Dacia, 1981, ed. a II-a, Cluj, Casa Cărții de Știință, 2002
- Eminescu și mutațiile poeziei românești, Cluj, Editura Dacia, 1989
- Ion Barbu și poetica postmodernismului, București, Editura Cartea Românească, 1993, ed. a II-a, Cluj, Casa Cărții de Știință, 2006
- Portret de grup cu Ioana Em. Petrescu, volum colectiv, Cluj, Editura Dacia, 1991
- Eminescu - poet tragic, Iași, Editura Junimea, 1994, ed. a II-a, Iași, Editura Junimea, 2001
- Molestarea fluturilor interzisă (scrisori americane, 1981-1983), 1998
- Modernism. Postmodernism. O ipoteză, Cluj, Casa Cărții de Știință, 2003
- Jurnal, Pitești, Editura Paralela 45, 2005
- Studii de literatură română și comparată, Cluj, Casa Cărții de Știință, 2005

## Afilieri
- Membră a Uniunii Scriitorilor din România

## Casa Memorială “Liviu și Ioana Em. Petrescu”
În 1999, când Liviu Petrescu s-a stins din viață,  în lipsa unor moștenitori, bunurile mobile și imobile ale soților Petrescu au intrat în patrimoniul statului. În 2003, Guvernul României a decis ca tot fondul să fie trecut în administrarea Consiliului Județean Cluj, care a hotărât ca bunurile mobile și cele culturale să fie preluate, gestionate și puse în valoare ca un tot unitar în vederea organizării unei case memoriale. Astfel 2003 bunurile au intrat în patrimoniul Bibliotecii Județene  “Octavian Goga” Cluj. Astăzi casa memorială de pe Aleea Peana din Cluj-Napoca,  adăpostește colecțiile de documente ale trei renumiți critici literari și profesori universitari clujeni: soții Liviu și Ioana Em. Petrescu și Dimitrie Popovici și  îmbină statutul de casă memorială cu cea de bibliotecă publică, adresată tuturor utilizatorilor.